# Jean Mazuel der Ältere
Jean Mazuel der Ältere (* 1560 in Paris; † um 1618 ebenda) war ein klassischer Instrumentalmusiker und Mitglied der Pariser Musikerfamilie Mazuel zur Zeit des Barock.
Jean Mazuel war der Sohn des Violinisten Adrien Mazuel. Sein Sohn war der Musiker Michel Mazuel. Innerhalb der Musikerfamilie gibt es zwei weitere Jean Mazuel: Der Komponist Jean Mazuel (Vater) (1568–1616) sowie dessen Sohn Jean Mazuel (Sohn). Dies sind Abkommen seines vaterseitigen Onkels Guillaume Mazuel.
Mazuel gehörte 1598 einer Gruppe von Orchestermusikern an. In zwei weiteren Orchestergruppen spielte er das dessus de violon, also die Viola da Gamba, und den Zink, teilweise auch die Flöte.